# Oberau (Bad Staffelstein)
Oberau ist eine Einöde der oberfränkischen Stadt Bad Staffelstein im Landkreis Lichtenfels.

## Geografie
Die Einöde Oberau liegt etwa zwei Kilometer nordwestlich von Bad Staffelstein auf einer Halbinsel zwischen dem Mittelsee eingebettet. Nördlich und westlich davon fließt der Main. Der Gutshof mit seinem Schloss umfasst unter anderem eine Ferienwohnanlage und einen Campingplatz.

## Geschichte
Oberau wurde erstmals 1400 urkundlich in einem Lehenbuch erwähnt, demnach die Bamberger Bürger Conrad, Laurentius und Balthasar Haller vom Bamberger Bischof unter anderem den Hof „in der Awe prope Staffelstein“ zu Lehen hatten. 1422 befreite der Bamberger Bischof Friedrich alle, die in das Amt Staffelstein gehörten und dem Domkapitel unterstanden, darunter „die Hofe in der Obernaw“ von seinem Gericht zu Lichtenfels. 1508 gab es einen Karteneintrag mit „Oberau“ und 1612 eine Nennung in der Pfarrei Ebensfeld mit „Obern Aw“. 1721 wurden zwei Höfe „Oberaw“ im Besitz der Erben des Dr. Johann Friedrich Weiß erwähnt. 1801 wurde Oberau als ein Hof mit zwei Besitzern, bestehend aus zwei Teilen mit je einem Haus, Stadeln und Nebengebäuden beschrieben, der unweit des Mains zwischen Nedensdorf und Staffelstein liegt, zum Amt Staffelstein gehört und dorthin eingepfarrt ist.
1854 bestand Oberau aus dem vorderen Oberauhof des Staatsrates und Regierungspräsidenten von Stenglein und dem hinteren Oberauhof des königlichen Staatsanwalts am Appellationsgericht von Mittelfranken August Candidus Geiger. 1862 gehörte Oberau zu Staffelstein und zum neu geschaffenen bayerischen Bezirksamt Staffelstein.
1864 heiratete Friedrich Ernst August Freiherr von Dungern (1839–1912), Sohn des nassauischen Staatsministers Emil August von Dungern, Auguste Souchay de la Duboissière (1842–1936), Tochter des Frankfurter Stadtpolitikers und Reichskommissars Eduard Souchay. Finanziell unterstützt von Eduard Souchay erwarben sie 1866 das Gut Oberau und ließen das Schloss von 1872 bis 1873 errichten.
1871 hatte Oberau 13 Einwohner und neun Gebäude. Die katholische Schule und die zuständige katholische Pfarrei befanden sich im zwei Kilometer entfernten Staffelstein. Im Jahr 1900 lebten in dem Weiler 30 Personen in drei Wohngebäuden und 1925 26 Personen und in drei Wohngebäuden. Die zuständige evangelische Pfarrei befand sich im 5,0 Kilometer entfernten Herreth.
1950 hatte Oberau 75 Einwohner und vier Wohngebäude. Das Gut lag mitten in einem Feuchtgebiet, das nach 1945 entwässert wurde. Ein großflächiger Kiesabbau von 1961 bis 1975 ließ den Mittelsee um den Gutshof entstehen. Im Jahr 1970 zählte der Weiler zwölf, 1987 weiterhin zwölf Einwohner sowie zwei Wohngebäude mit je einer Wohnung.
Am 1. Juli 1972 wurde der Landkreis Staffelstein aufgelöst und Oberau gehört seitdem zum Landkreis Lichtenfels.

## Gutshof
Der Gutshof umfasst unter anderem ein Herrenhaus, das 1872 in den Formen der Renaissance als zweigeschossiger Sandsteinquaderbau mit Ziergiebeln nach Plänen von F. W. Ludwig errichtet wurde. Ein zugehöriger Zwischenflügel, ein achteckiger Siloturm und eine Scheune mit Treppengiebeln entstanden um 1900.
Vom ehemaligen hinteren Oberauhof besteht ein als Wohnhaus genutzter zweigeschossiger Walmdachbau mit einem Erdgeschoss aus Sandsteinquadern und einem Fachwerkobergeschoss des späten 17. Jahrhunderts, im mittleren 19. Jahrhundert verputzt.
Ein zweigeschossiges Walmdachgebäude des Althofes wird als Verwaltungsgebäude genutzt. Es hat ein verputztes Fachwerkobergeschoss aus dem 17. Jahrhundert und wurde über einem spätmittelalterlichen Kern errichtet. Der Balkonanbau stammt von 1910.
Außerdem befindet sich auf dem Areal ein Privatfriedhof für die evangelische Freiherrliche Familie von Dungern und ihre Dienerschaft. Hier ist auch Otto von Dungern-Oberau begraben.